# Percy Butler
Pour les articles homonymes, voir Butler.
Percy M. Butler est un zoologiste britannique né le 19 juillet 1912 et mort le 7 février 2015, qui fait partie du Royal Holloway & Bedford College.